# كريس غوغيغان
كريس غوغيغان (بالإنجليزية: Chris Geoghegan)‏ هو شخصية أعمال بريطاني، ولد في 13 يونيو 1954.